# Annales pontificum
Gli Annales (pluralia tantum da annale, cioè "annuale") erano in Roma antica una raccolta di testi contenenti la registrazione degli avvenimenti più importanti nella vita della città (conquiste, trattati di guerra, di pace o di altra sorta, elezioni di politici, trionfi di generali, importanti fenomeni naturali, etc.) tenuta anno per anno dalla massima autorità religiosa, il pontifex maximus. Tali documenti erano di estrema importanza: custoditi con la massima cura, consistevano in una serie di tavolette di legno sbiancate con la calce (e perciò indicate con il nome di tabulae dealbatae) ed esposte dal pontefice sopra l'ingresso della propria casa. 
Ai pontifices maximi devono anche il loro appellativo di Annales pontificum ("dei pontefici").
Gli Annali rappresentano i primi scritti mai redatti in latino a Roma e segnano l'inizio della storiografia romana.
Sull'esempio di questi libri verranno poi redatti gli Annales di Ennio (intorno al 180 a.C.) e le Origines di Catone il Censore (intorno al 155 a.C.).